# Хуан Хосе Аревало
Хуа́н Хосе́ Арéвало Берме́хо (ісп. Juan José Arévalo Bermejo; 10 вересня 1904 — 6 жовтня 1990) — гватемальський політичний діяч, президент країни з березня 1945 до березня 1951 року.

## Життєпис
20 жовтня 1944 року у Гватемалі сталось народне збройне повстання. Та «Жовтнева революція», як її почали називати надалі, повалила диктатуру генерала Хорхе Убіко та відкрила перспективи для національного відродження Гватемали.
Президентом було обрано представника патріотично налаштованих кіл Аревало, який здобув близько 85 % голосів виборців. Уряд розпочав прогресивні реформи. Вперше в історії Гватемали було створено закон про працю, що обмежував свободу діяльності північноамериканських фірм, а також закон про соціальне забезпечення; робітники отримали право об'єднуватись у профспілки та оголошувати страйки.
Було ухвалено демократичну конституцію, яка проголосила те, чого найбільше потребував народ, — аграрну реформу. Вона надала селянам надію, що земля, якою володіли іноземні компанії та місцеві поміщики, буде передана тим, хто її обробляє. Однак минуло п'ять років після ухвалення конституції, а понад 40 % усієї сільськогосподарської землі у країні належало 163 крупним поміщикам. Решта землі, принаймні більша її частина, залишалась у руках північноамериканців.
Хуан Аревало розвивав освітні програми, програми охорони здоров'я, будівництва доріг. Він проголосив свободу слова та друку, а також, відповідно до своєї національної політики, повторно підняв питання щодо приналежності Белізу до Великої Британії.
Завдяки трудовому закону комуністи отримали контроль над профспілками, а 1948 року відбулась низка великих страйків робітників «Юнайтед-фрут-компані» — найбільшого землевласника країни, який ігнорував той закон.
1951 до влади у Гватемалі прийшов уряд Хакобо Арбенса, який продовжив справу свого попередника. Того ж року Аревало отримав пост посла. За час своєї дипломатичної служби він відмовився визнавати уряди Сомоси в Нікарагуа, Франко в Іспанії, Трухільйо у Домініканській Республіці.
1963 року знову спробував балотуватись на пост президента, проте владу в країні захопив полковник Альфредо Перальта Асурдія. У 1970–1972 роках Аревало служив послом у Франції.